# Château d’Ancy-le-Franc

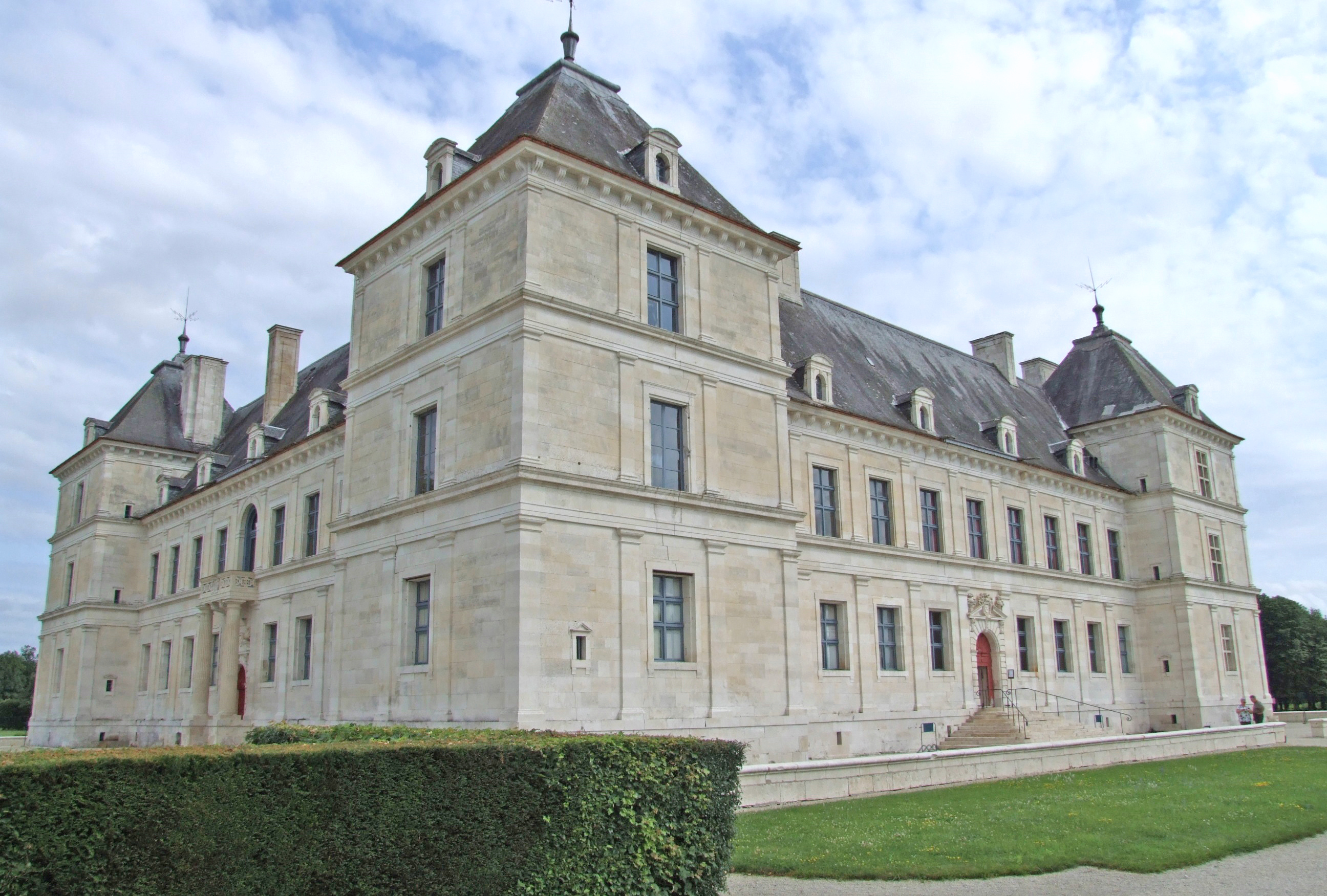
Schloss Ancy-le-Franc vom Nordpavillon aus gesehen, mit der Eingangsfassade links

Das Château d’Ancy-le-Franc ist ein Renaissanceschloss aus dem 16. Jahrhundert in der Stadt Ancy-le-Franc im Département Yonne in Frankreich.

## Geschichte
Ursprünglich befand sich an dieser Stelle eine Festung aus dem 12. Jahrhundert, die bis zum Ende des 16. Bestand hatte.
Der Bau des bestehenden Schlosses begann 1544 auf Wunsch von Antoine III. de Clermont, dem Schwager von Diane de Poitiers und Sohn von Anne de Husson, der Gräfin von Tonnerre. Der Entwurf des Gebäudes wird traditionell dem italienischen Architekten Sebastiano Serlio zugeschrieben, der von König Franz I. nach Frankreich eingeladen worden war. Nach dem Tod Serlios 1554 in Fontainebleau übernahm der Architekt Pierre Lescot die Weiterführung der Arbeiten, wobei er die ursprünglichen Pläne Serlios respektierte. Die Inneneinrichtung ist das Werk von Francesco Primaticcio, der zu dieser Zeit im Schloss Fontainebleau arbeitete.
Antoine de Clermont starb 1578 und sein Enkel Charles-Henri de Clermont († 1640) vollendete die Innenausstattung. Nach der Fertigstellung konnte das Schloss nun prestigeträchtige Gäste wie Heinrich III. (kurzer Besuch), Heinrich IV. (1591), Ludwig XIII. (1631) und Ludwig XIV. (1674) empfangen.
1683 war die Familie Clermont-Tonnerre gezwungen, das die Dömäne und das Château d’Ancy-le-Franc an François Michel Le Tellier de Louvois, Minister Ludwigs XIV. zu verkaufen. Im folgenden Jahr erwarb Louvois die gesamte Grafschaft Tonnerre (einschließlich des Schlosses Maulnes). Er beauftragte er den bekannten Landschaftsarchitekten André Le Nôtre mit der Anlage von Wegen und Gärten auf dem Gelände.
Nach der Französischen Revolution gelang es der Familie, den Besitz des Schlosses wiederzuerlangen. Sie restaurierte das Gelände und das Innere des Schlosses.
1844 musste die Familie Ancy-le-Franc an Aimé Marie Gaspard de Clermont-Tonnerre, einen Nachkommen von Antoine III. von Clermont, abtreten. Dessen Erben verkauften das Schloss an die Fürsten von Merode, danach ging es in verschiedene Hände über.
Das Schloss wurde am 8. März 1983 als Monument historique eingestuft; diese Einstufung wurde am 26. September 2003 um Parzellen erweitert, auf denen sich die umgebende Mauer befindet. Das Château d’Ancy-le-Franc ist heute im Besitz einer privaten Gesellschaft, der Société Paris Investir SAS.

## Beschreibung
Die Architektur des Schlosses ist das Ergebnis einer Mischung aus französischem und italienischem Stil, eine Folge des Kompromisses zwischen dem französischen Eigentümer und dem italienischen Architekten.
Das Schloss ist auf einem rechteckigen Grundriss errichtet. Vier Häuser bilden ein Quadrat und werden jeweils von vorspringenden Pavillonwänden flankiert. Dieser Grundriss basiert auf den damals in Frankreich weit verbreiteten „pi“ genannten Plänen. Serlio trennte die beiden Ebenen durch einen breiten Sims, auf dem sich die zweite Ebene erhebt. Auf der Hauptebene wurden toskanische Säulen und auf der zweiten Ebene dorische Säulen verwendet. Auf beiden Ebenen wurden die Erker von Pilastern eingerahmt. Obwohl sich heute in jedem Erker Fenster befinden, war dies ursprünglich nicht der Fall. Serlio wollte einen Rhythmus schaffen, bei dem sich offene Fenster mit leeren Erkern abwechseln. Erst im 17. Jahrhundert wurden alle leeren Erker mit zusätzlichen Fenstern gefüllt.
Für die Fassade des Innenhofs verwendete Serlio korinthische Säulen auf der ersten Ebene und Komposit-Säulen auf der zweiten Ebene. Auch hier schuf er einen Rhythmus, bei dem sich offene Fenster und von Pilastern umrahmte Nischen abwechseln. Diese Nischen sind mit einer Innenschale verziert. Im Erdgeschoss schuf Serlio eine dreifache Arkade, die an die Villa Madama in Rom erinnert.
Serlio konnte die Anforderungen an das Gewicht des Gebäudes und das steil abfallende Dach ähnlich wie beim Château de Villandry erfüllen, indem er Kalkstein aus Burgund verwendete.
Im Inneren des Schlosses befinden sich Wandmalereien nach Zeichnungen von Primaticcio oder Nicolò dell’Abbate sowie Kassettendecken, Holzschnitzereien und verschiedene farbige Ornamente.

## Literatur

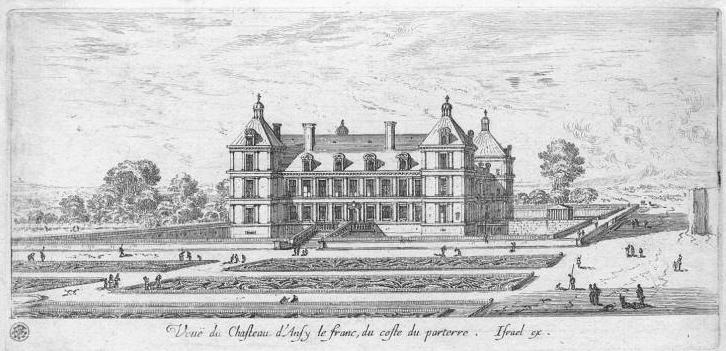
Stich des Schlosses Ancy-le-Franc, von Israël Silvestre, um 1640